# Svenska mästerskapen i dressyr 1999
Svenska mästerskapen i dressyr 1999 avgjordes i Strömsholm. Tävlingen var den 49:e upplagan av Svenska mästerskapen i dressyr.

## Resultat
| Placering | Ryttare           | Häst          |
| --------- | ----------------- | ------------- |
| 1         | Ulla Håkansson    | Flyinge Bobby |
| 2         | Ann Behrenfors    | Van Gogh      |
| 3         | Kerstin Dahlberg  | Oscar         |
| 4         | Lotta Wallin      | Lafayette     |
| 5         | Susanne Gielen    | Chasmir       |
| 6         | Tinne Vilhelmsson | Cezar         |